# Teoktyst (patriarcha Rumunii)
Teoktyst I, właściwie Teoctist Arăpașu (ur. 7 lutego 1915, zm. 30 lipca 2007 w Bukareszcie) – arcybiskup Bukaresztu, metropolita Wołoszczyzny i Dobrudży, od 1986 prawosławny patriarcha Rumunii.

## Życiorys
W 1935 złożył śluby zakonne. W latach 1940–1945 studiował na wydziale teologicznym Uniwersytetu w Bukareszcie. Cieszył się zaufaniem patriarchy rumuńskiego Justyniana, co pozwoliło mu po jego śmierci na objęcie godności metropolity Mołdawii, drugiej w hierarchii duchownej Rumuńskiego Kościoła Prawosławnego. Po objęciu godności patriarchy był w pełni lojalny wobec władz komunistycznych. Przejawem takiej postawy była zgoda na politykę przebudowy Bukaresztu, realizowaną w ostatnich latach rządów Nicolae Ceaușescu. W ramach przebudowy zniszczono 22 zabytkowe cerkwie prawosławne. Jeszcze 19 grudnia 1989, trzy dni po masakrze ludności przed katedrą prawosławną w Timișoarze Teoktyst wysłał list gratulacyjny do Ceaușescu, z powinszowaniem kolejnego wyboru na przywódcę partii komunistycznej.
9 maja 1999 podczas wizyty Jana Pawła II w Rumunii papież wziął udział w Boskiej Liturgii św. Jana Chryzostoma odprawianej przez patriarchę. Wymienili też znak pokoju i wspólnie pobłogosławili wiernych. Była to pierwsza wizyta papieża w kraju zamieszkiwanym w większości przez prawosławnych, połączona ze spotkaniem ze zwierzchnikiem miejscowego Kościoła autokefalicznego.
Mimo zasług ekumenicznych Teoktyst był postacią niezwykle kontrowersyjną we własnym kraju. Oskarżano go o współpracę z Securitate i uległość wobec komunistów. Aż do śmierci duchowny sprzeciwiał się również lustracji cerkwi. Narodowa Rada ds. Badania Archiwów Securitate w dniu 23 maja 2001 wydała oświadczenie stwierdzające, że zachowana w archiwach teczka personalna nr 62046 wskazuje na to, że Teoktyst nie był współpracownikiem Securitate, a jej ofiarą.
Zmarł 30 lipca 2007 w wieku 92 lat w szpitalu „Fundeni” na atak serca po przebytej operacji. Po jego śmierci wszczęto dochodzenie w sprawie rzekomego błędu lekarskiego, który spowodował zgon. Lekarz oskarżony o zaniedbanie został jednak oczyszczony z zarzutu.

## Odznaczenia
- Krzyż Wielki Orderu Gwiazdy Rumunii[3]